# Бударка (лодка)

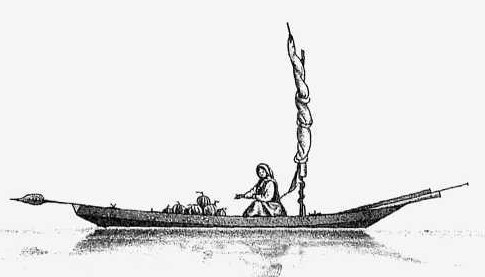
Изображение бударки из книги чертежей и рисунков, составленных П. А. Богославским к книге о купеческом судостроении в России

Бударка (будара; от славянского слова «буда» — плетёнка) — плетёная транспортно-грузовая или рыболовная парусно-гребная лодка, распространённая на Балтийском, Азовском и Каспийском морях и впадающих в них реках. Строительство таких лодок продолжалось до конца XIX — начала XX века.
Иногда этот термин применялся по отношению к крупным речным баркам и лайбам.

## Конструкция
Обычно длина бударки составляла 5 — 7,5 метра, ширина 1,3 — 1,6, осадка 0,3 — 0,4 метра, грузоподъёмность до полутонны. Основным назначением бударки был рыбный промысел крючковой снастью или сетями. Как правило, такие лодки изготавливали плетением из ивовых прутьев. В Ипатьевской летописи 1175 года упоминается бударка — осиновая долблёнка наподобие ботника с высотой бортов 0,13 метра и толщиной днища четверть метра. В дальнейшем бударкой стала называться бескилевая плоскодонная лодка с широким развалом бортов, острыми оконечностями с большим наклоном штевней к воде и ярко выраженной седловатостью. Для увеличения запаса остойчивости снаружи к бортам могли привязываться камышовые плавни. Парусное вооружение состояло из люгера или шпринтованного паруса, который ставился на смещённой в носовую часть мачте.
Русский царь Пётр I использовал около полусотни бударок для штурма турецкой крепости Азов в июле 1696 года.